# Alfonso Lorenzo
Alfonso Lorenzo war ein argentinischer Fußballspieler. Der Mittelfeldspieler nahm an der Fußball-Weltmeisterschaft 1934 teil.

## Karriere

### Verein
Alfonso Lorenzo begann seine professionelle Fußballkarriere in den frühen 1920er Jahren bei Barracas Central, wo er von 1925 bis 1930 spielte. Im Jahr 1931 wechselte er zu Ferro Carril Oeste und zog im selben Jahr zum Quilmes AC weiter. Nach kurzer Zeit kehrte er zu Barracas Central zurück. In der Zeit von 1932 bis 1938 erzielte er in 37 Spielen 27 Tore.

### Nationalmannschaft
Lorenzo wurde von Nationaltrainer Filippo Pascucci gemeinsam mit Teamkollege Enrique Chimento in den Kader der Nationalmannschaft für die Weltmeisterschaft 1934 in Italien berufen, kam allerdings nicht zum Einsatz.